# Orizont (revistă avangardistă)
Orizont a fost o revistă literară românească de avangardă proletară condusă de Sașa Pană. Publicată la București în 42 de numere între noiembrie 1944 și martie 1947, revista a publicat creațiile unor autori precum Sașa Pană, Constantin Nisipeanu, Stephan Roll, Ion Vitner, Ion Călugăru, Tristan Tzara, Louis Aragon, Jules Perahim, Alexandru Jar, etc.
În revista Orizont, în primul ei număr, au fost declarați morți la 23 August (da, morți, despre moarte civilă e vorba) peste 40 de condeieri: Constantin Virgil Gheorghiu (scrisese Ard malurile Nistrului), Alexandru Tzigara-Samurcaș (inițiator de instituții naționale ca Muzeul Satului), Alexandru O. Teodoreanu (condamnat în ’59 pentru „uneltire contra ordinii sociale”, eliberat în ’62, decedat în ’66), Radu Gyr („criminal de război”), Ion Vinea, Radu Tudoran, Constantin Rădulescu-Motru (teoretician al etnicului), Mircea Vulcănescu (a murit, dar mai târziu, în închisoare), Ioan Alexandru Brătescu-Voinești, Ion Petrovici (creator de școală filosofică), Romulus Dianu (arestat în ’45 pentru „crimă de război”, eliberat în ’55), Virgil Carianopol. Lista a continuat cu eminescologul Dumitru Murărașu, cu Vasile Militaru, cu Pamfil Șeicaru (singurul gazetar român condamnat la moarte, în contumacie), cu Ionel Teodoreanu, cu Ion Roșu.